# Domovinski pokret
Domovinski pokret (deutsch Heimatbewegung, kurz DP, bis 2021: Domovinski pokret Miroslava Škore – deutsch: Miroslav Škoros Heimatbewegung, kurz DPMŠ) ist eine politische Partei in Kroatien. Sie wurde am 29. Februar 2020 von dem früheren HDZ-Mitglied Miroslav Škoro gegründet und wird als EU-skeptisch, nationalkonservativ, rechtspopulistisch bis rechtsradikal eingestuft.

## Geschichte
Bei der Präsidentschaftswahl 2019/2020 hatte Škoro als parteiloser Kandidat im ersten Wahlgang 24,45 % der Stimmen bekommen und damit nur knapp die Teilnahme am zweiten Wahlgang verfehlt. Im Februar 2020 gründete er seine neue Partei, um bei den Parlamentswahlen 2020 antreten zu können. Er verbündete sich mit anderen HDZ-Abtrünnigen, die vorher dem äußersten rechten Parteiflügel angehörten.
Im Mai 2020 erklärte er, eine Koalition mit der HDZ oder der SDP komme für ihn nicht in Frage. Die Vorverlegung der Wahlen auf Juli 2020 betrachte er als eine schlechte, verfassungswidrige und illegale Entscheidung. Die Regierungspartei wolle verhindern, dass die Bürger im Herbst wählen gehen, wenn ein wirtschaftlicher Zusammenbruch sichtbar werden würde. Später war jedoch zu hören, eine Koalition mit der HDZ sei denkbar, sofern diese sich von Premierminister Andrej Plenković trenne oder ihn in die zweite Reihe verbanne.
Am 6. Februar 2021 wurde beschlossen, den Namen „Miroslav Škoro“ aus dem Parteinamen zu entfernen, aufgrund der bereits erlangten Bekanntheit der Partei in der Öffentlichkeit.

### Konflikte und Austritt Miroslav Škoros
Am 20. Juli 2021 trat Miroslav Škoro überraschend von seinem Amt als Präsident der Heimatbewegung zurück.
Seitdem sind schwere innerparteiliche Konflikte in der Partei ausgebrochen und Vesna Vučemilović, die Schwester Škoros, hat die Partei verlassen. Obwohl Škoro seine Rücktrittsgründe angegeben hat, haben viele an diesen Gründen gezweifelt. Viele Medien haben die neue Situation mit der Partei Živi zid in Verbindung gebracht, wo der Konflikt zwischen Ivan Pernar und Ivan Vilibor Sinčić zu einer Spaltung und zum Niedergang der Partei führte, die bei den Parlamentswahlen 2020 keinen Sitz im Parlament erhalten hat.
Im Verlauf des Augusts 2021 setzten sich die innerparteilichen Konflikte fort, was zu einer zunehmenden Distanz zwischen Škoro und der Führung der Heimatbewegung führte. Einige Mitglieder der Heimatbewegung stellten sich auf die Seite von Škoro, während viele andere das Führungsteam der Heimatbewegung unterstützten. Somit kristallisierte sich der interne Konflikt in der Partei in zwei Lager: die Škoro-Fraktion und die Fraktion der Parteiführung. In der Zwischenzeit wurde ein Disziplinarverfahren gegen Škoro eingeleitet und Robert Pauletić, ein weiteres prominentes Mitglied der Partei, verließ die Heimatbewegung.
In einem Interview mit Nova TV am 16. August 2021 erklärte Škoro, dass er seinen Rücktritt eingereicht habe, da er enttäuscht darüber sei, wie sich die Partei entwickelt habe. Am 19. August 2021 verließ Miroslav Škoro die Partei. Damit verblieben der Partei nur noch 8 Mandate.
Im September 2021 bestätigten Škoro und Vesna Vučemilović, dass sie dem parlamentarischen Klub der kroatischen Souveränisten beitreten würden, die bei den Parlamentswahlen in einer Koalition mit der Heimatbewegung waren, wodurch die Mitgliedschaft in diesem Klub von 4 auf 6 erhöht wurde. Auch wurde im September erneut bekannt gegeben, dass es zu einer Vereinigung zwischen der Heimatbewegung und der Partei Block für Kroatien unter der Führung von Zlatko Hasanbegović kommen würde. Ein solcher Zusammenschluss wurde im Jahr 2020 angedacht, hat jedoch nicht stattgefunden.
Am 9. Oktober 2021 wurde Ivan Penava zum neuen Präsidenten der Heimatbewegung ernannt und löste Mario Radić als kommissarischen Präsidenten ab.

## Wahlergebnisse

### Parlamentswahlen
Domovinski pokret kandidierte erstmals zu den Saborwahlen am 5. Juli 2020 und wurde aus dem Stand die drittstärkste Kraft im neuen Parlament.
| Wahl | Wähler  | Stimmenanteil in Prozent | Sitze im Sabor | ±  | Teil der Regierung? |
| ---- | ------- | ------------------------ | -------------- | -- | ------------------- |
| 2020 | 181.492 | 10,89                    | 16/151         | 16 | Nein                |
| 2024 | 202.714 | 9,56                     | 16/151         | 16 | Regierung           |

### Europawahlen
| Jahr            | Stimmen | Stimmanteil | gewonnene Mandate | Differenz |
| --------------- | ------- | ----------- | ----------------- | --------- |
| Europawahl 2024 | 66.541  | 8,84 (#3)   | 1/12              | 1         |

## Parteivorsitzende
| Nr. | Bild | Name           | Amtszeit                        |
| --- | ---- | -------------- | ------------------------------- |
| 1.  |      | Miroslav Škoro | 29. Februar 2020– 20. Juli 2021 |
|     |      | Mario Radić    | 21. Juli 2021– 8. Oktober 2021  |
| 2.  |      | Ivan Penava    | 9. Oktober 2021– heute          |